# Komatsu LAV
Der Komatsu LAV (jap. 軽装甲機動車, Keisōkōkidōsha) ist ein amphibisches vierrädriges (4×4) Militärfahrzeug mit leichter Panzerung. Er wird in Japan hergestellt und dient hauptsächlich der Erkundung schwierigen Geländes.

## Beschreibung
Der Komatsu LAV wurde im Jahr 1997 entwickelt. Er entstand auf die Forderung der japanischen Bodenselbstverteidigungsstreitkräfte nach einem leichten Spähfahrzeug, das zuverlässigen Schutz gegen Projektile aus Handfeuerwaffen bieten sollte. Die ersten Exemplare wurden im Jahr 2002 vom Unternehmen Komatsu Ltd. in der Stadt Komatsu hergestellt. Eingesetzt wurde das Fahrzeug bisher im Irakkrieg und bei humanitären Missionen in Kuwait. Es sind etwa 1000 Fahrzeuge bei den japanischen Selbstverteidigungsstreitkräften in Verwendung.

## Ausstattung/Bewaffnung
Die Bewaffnung bzw. die Ausstattung des Komatsu LAV variiert, so kann das Fahrzeug mit einem 7,62-mm-Maschinengewehr oder mit einem 12,7-mm-MG M2HB bewaffnet sein. Zudem ist es möglich, den Komatsu LAV zum Panzerabwehrfahrzeug umzugestalten, indem die japanische Fire-and-Forget-Panzerabwehrlenkwaffe Typ 01 LMAT oder Typ 87 Chu-MAT verwendet wird.